# Länsväg 157
Länsväg 157 är en primär länsväg och går mellan Ulricehamn och Limmared, i Västergötland. Längd 35 km. Vägen passerar orterna Ulricehamn, Gällstad, Marbäck och Limmared.

## Anslutningar
Den ansluter till Riksväg 40, Riksväg 46 och Riksväg 27. 

## Historia
Vägen Ulricehamn-Limmared-Tranemo gavs nummer 112 på 1940-talet. Numret ändrades till 157 i början av 1960-talet. I samband med införandet av riksväg 27 mellan Borås och Värnamo på 1970-talet förkortades väg 157 så att den slutade i Limmared. Vägen skyltas dock fortfarande mot Tranemo från Ulricehamnshållet.